# Стратийчук, Пётр Михайлович
Пётр Михайлович Стратийчук; в ряде документов ошибочно Стратейчук, Стротийчук (10 февраля 1923, Курсавка, Ставропольский край — 10 ноября 1943, Баксы, Крымская АССР) — советский офицер, гвардии лейтенант. Погиб в бою в ходе Керченско-Эльтигенской операции. Герой Советского Союза посмертно (1943).

## Биография
Родился 10 февраля 1923 года в селе Курсавка Александровского уезда Ставропольской губернии (ныне Андроповского района Ставропольского края).
В Красной Армии с 1942 года. Призван 5 марта 1942 года Курсавским РВК, Орджоникидзевского края. В действующей армии с августа 1942 года. Окончил Махачкалинское военное пехотное училище в 1943 году.
Участвовал в боях по освобождению Краснодарского края, прорыве обороны противника на «Голубой линии», освобождении Таманского полуострова.
Отличился в бою 1 июня 1943 года. 18 июня 1943 года командир взвода 9-й гвардейской стрелковой бригады П. М. Стратийчук был награждён медалью «За отвагу».
Стратийчук особо отличился при проведении Керченско-Эльтигенской операции. Командир 3-й роты 1-го гвардейского стрелкового полка 2-й гвардейской стрелковой дивизии (56-я армия, Северо-Кавказский фронт), отличился в бою 3 ноября 1943 года.
Указом Президиума Верховного Совета СССР от 17 ноября 1943 года за мужество, отвагу и героизм гвардии лейтенанту Стратийчуку Петру Михайловичу присвоено звание Героя Советского Союза.
10 ноября 1943 года погиб в бою. Похоронен на мемориальном воинском кладбище в селе Глазовка Ленинского района (Крым).

## Память

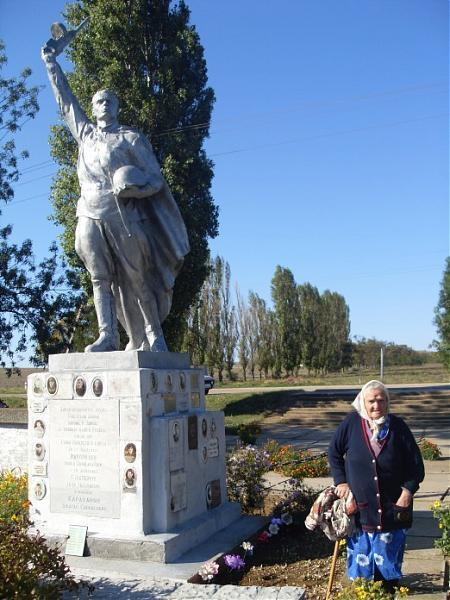
Фигура война-освободителя
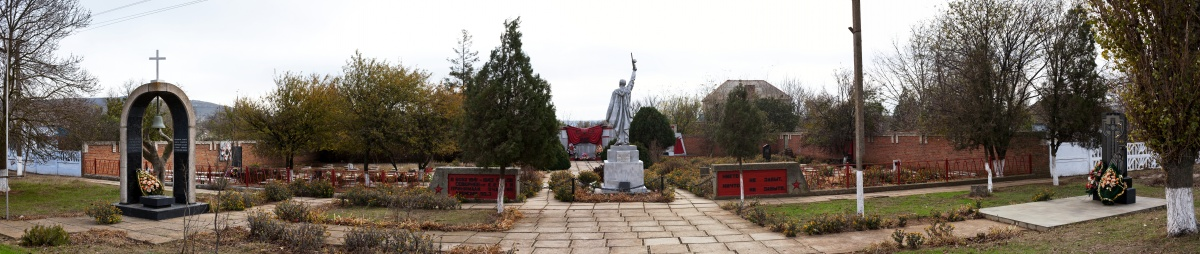
Общий вид мемориала в Глазовке
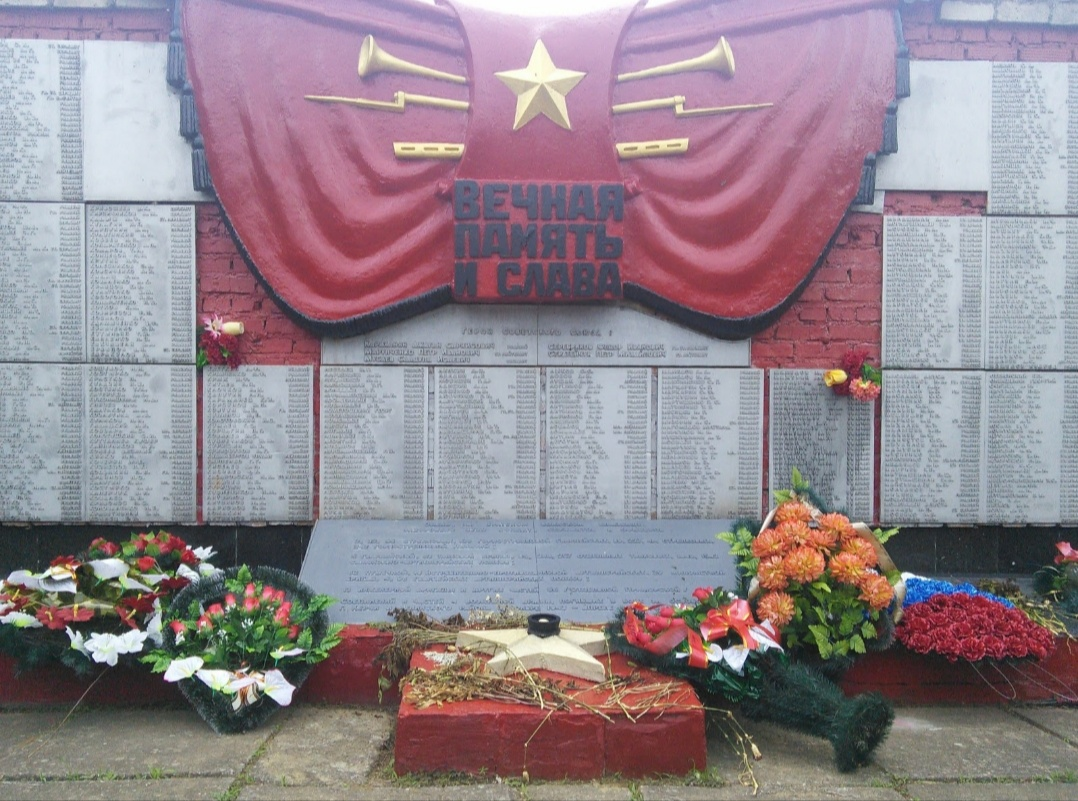
Списки захороненных

Воинское кладбище села Глазовка по улице Шоссейная, у дороги Керчь-Осовины (могилы советских воинов, в том числе Героев Советского Союза П. П. Марунченко, Д. С. Караханян, С. И. Мусаев, П. М. Стратейчук, Ф. И. Серебряков) ныне объект культурного наследия регионального значения. 
В честь Петра Михаиловича Стратийчука была названа одна из главных улиц села Курсавка, а также его имя носит школа № 1 имени Петра Стратийчука.